# Rhabdophilacris curtipennis
Rhabdophilacris curtipennis är en insektsart som beskrevs av Marius Descamps 1976. Rhabdophilacris curtipennis ingår i släktet Rhabdophilacris och familjen gräshoppor. Inga underarter finns listade i Catalogue of Life.